# 테리 잭스
테리 잭스(Terry Jacks, 1944년 3월 29일 ~ )는 캐나다의 남성 싱어송라이터, 기타리스트, 배우, 영화감독, 각본가, 촬영감독, 환경보호운동가이다.

## 생애

### 어린 시절
캐나다 매니토바주 위니펙에서 출생하였고 캐나다 브리티시 컬럼비아 주 밴쿠버에서 성장하였다.

### 주요 활약
1962년 캐나다 록 음악 밴드 "체스맨(Chessmen)"의 기타리스트 겸 보컬리스트 첫 데뷔하였고 7년 후 1969년 캐나다 프로젝트 포크 록 밴드 "파피 패밀리(Poppy Family)"의 기타리스트 겸 보컬리스트로 잠시 활동을 하였으며 이듬해 1970년 솔로 가수 데뷔하였고 12년 후 1982년 미국 영화 《Seasons in the sun》으로 영화배우 데뷔하였으며 2000년에는 캐나다 다큐멘터리 영화 《The warmth of love》에 출연, 이 영화로 영화감독, 영화 시나리오 각본가, 영화 촬영감독 데뷔하였다.

## 유명세
그는 보통적으로 대한민국 국내에서는 《Season in the sun》이라는 포크 록 뮤직 송의 오리지널 원곡 가수로도 널리 잘 알려져 있다.